# 苏联共产党
苏联共产党（羅馬化：Kommunistíčeskaja pártija Sovétskovo Sojúza），简称苏共（КПСС），是苏联存在期间唯一的执政党，也曾是世界上最大的共产党之一。
该党起源于1898年在俄罗斯帝国明斯克秘密成立的俄国社会民主工党。1903年，俄国社会民主工党内部形成布尔什维克、孟什维克两派，但此时两派都没有建立自己独立的组织。1912年，布尔什维克和孟什维克各自建立自己的组织机构，但并未正式决裂。1917年俄国二月革命后，布尔什维克正式独立建党，仍取名“俄国社会民主工党”，史称“俄国社会民主工党 (布尔什维克)”，并于同年11月7日发动十月革命夺取政权，随即开始俄国内战，直至1922年苏联建立。1918年，改称俄国共产党（布尔什维克），简称俄共（布）。1925年，改称全联盟共产党（布尔什维克），简称联共（布）；1952年10月14日，该党“十九大”决定改称苏联共产党。
苏联共产党的历任实际最高领导人为：弗拉基米尔·列宁、约瑟夫·斯大林、格奥尔基·马林科夫、尼基塔·赫魯曉夫、列昂尼德·勃列日涅夫、尤里·安德罗波夫、康斯坦丁·契尔年科、米哈伊尔·戈尔巴乔夫。
1991年八一九事件后，时任苏俄總統的葉利欽将苏共档案和财产没收并转交给苏俄政府，苏共中央驻地所在的大楼也在戈巴契夫辞去苏共中央总书记后的一个小时后被查封。1991年11月6日，叶利钦宣布苏联共产党为非法组织并下令禁止其在俄罗斯境内的活动，自此苏联共产党停止存在。1991年12月26日，苏联正式解体。苏联解体后，苏共的政治遗产由俄罗斯联邦共产党和各原苏联加盟共和国的共产党继承。

## 名稱
- 1903年，俄国社会民主工党内形成布尔什维克和孟什维克两个派系。
- 1912年，布尔什维克在布拉格会议上建立自己独立的组织机构，与俄国社会民主工党其他派系分开。
- 1917年，俄国社会民主工党正式分裂，此後布爾什維克以“俄国社会民主工党 (布尔什维克)”的名义活动。
- 1918年3月8日，在彼得格勒的塔夫利宫召开的俄国共产党（布尔什维克）第七次代表大会结束后，俄国社会民主工党 (布尔什维克)改名为俄国共產黨（布尔什维克），简称俄共（布）。
- 1925年，俄共（布）更名為全聯盟共產黨（布尔什维克），简称联共（布）。
- 1952年10月14日，苏联共产党第十九次代表大会结束后，联共（布）改名为苏联共产党，简称苏共。

## 组织结构

### 苏联共产党代表大会
苏共的名义上的最高权力机关是苏联共产党代表大会，简称全联盟党代会。视历史年代不同，全联盟党代会每1至5年召开一次，但1939-1952年没有召开。
十月革命之前，直至斯大林巩固权力时，党代会是苏共的主要决策机构。然而，斯大林上台后，党代会的作用逐渐被取代，成为苏共领导人的宣传、控制党的工具。
党代会代表没有批评、选举、罢免党的领导人的实权。具体人事任命早在开会前已由政治局和总书记决定。但党代会象征意义重大，是党的领导层向普通党员、群众表达未来五年党的路线或意识形态变化的场合。

#### 中央委员会
由全联盟党代会选出中央委员会，中央委员会选出政治局。斯大林时期政治局选出的总书记成为党内最高职位。1952年“总书记”称号被改为“第一书记”，“政治局”改称“主席团”，直到1966年勃列日涅夫时期重新改回旧名。
苏共中央政治局由苏共中央选出并对其报告。苏共中央同时选举出苏共中央书记，并组成苏共中央书记处，同时也选举出苏联共产党中央委员会总书记。在1919-1952年间，苏联共产党中央组织局也以同样的方法选举产生。

### 党组织
下层党组织的领导机关是党的各级委员会（党委）。党委的领导是选举产生的“党委书记”（секретарь парткома）。企业、事业机构、集体农庄也拥有自己的党委。高层党委有相应的简称：区级的区党委（райком），州级的州党委（обком，旧称省党委（губком）），市级的市党委（горком）等等。
党的最低一层组织单位叫做“党的基层单位”（первичная партийная организация），或者“党小组”（партийная ячейка）。任何党员超过三人以上的单位中都要成立党小组。党小组的领导机关叫做“基层委员会”（党局），基层委员会由选举产生的基层党委书记领导（党局书记）。
在较小的党小组中，书记经常是其所在的工厂、学校、医院等的带职员工。较大的党组织则经常由一名“脱产书记”（освобожденный секретарь）领导，其工资由党费支付。1970年代苏联加盟共和国党员比例如下：
- 俄羅斯联邦：7.2%
- 烏克蘭：5.35% （1976）
- 摩尔多瓦： 3.43% （1975）
- 塔吉克：少於3%
- 全苏联平均：5.935% （1974）

### 最高領導人
苏联共产党及其前身布尔什维克本来不设党首职务，但自斯大林时期开始，作为统筹党务工作的总书记或第一书记成为了实际上的政党领袖，勃列日涅夫时期，党章规定总书记为最高负责人。

### 黨員

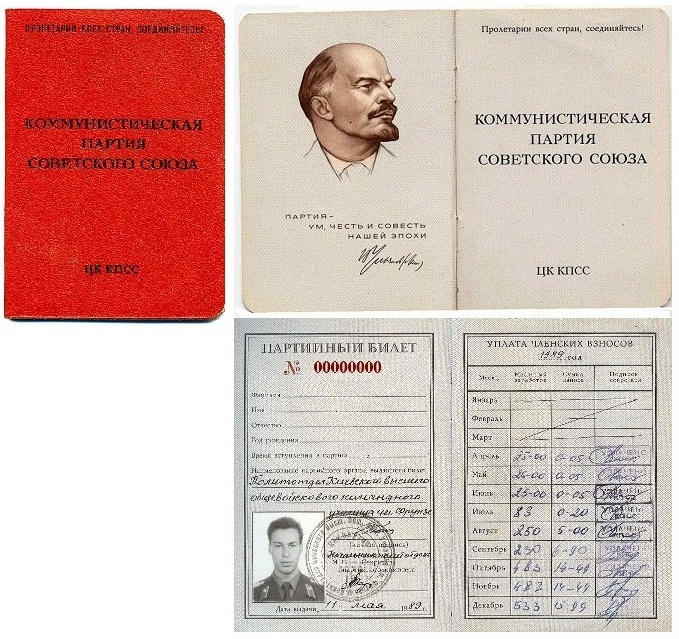
苏共党证（1989年）

在苏联建立初期，党员是先进性的代表。但在20世纪中期后，党员的身份成为一种特权，广大普通党员中的一小部分变成苏联社会中的一个精英或者特权阶层，享受广大苏联公民无法享受的特殊待遇，诸如可以在货品充足的商店内购物，购买外国商品，住房上的特别照顾，享用郊外避暑别墅或者度假地，能够出国旅游，送子女到名校上学，让子女获得优良工作机会（包括入党本身）等。不加入共产党而要进入苏联统治与管理精英阶层实际根本不可能。
但是党员身份也有其风险，特别是1930年代斯大林的大清洗便是针对该党。党员身份是不公开的。要入党必须通过各种委员会批准，个人历史也会被仔细调查。在苏联建立之后出生的几代人的成长过程中，入党成为个人一般都要度过的几个人生阶段之一。儿童会加入少先队，随后在14岁时退出进入共青团，最后作为一个成年人，如果表现出拥护服从党纪党章，或者有合适的后台，就能成为共产党本身的党员。不过党员也有尽义务的责任。共青团员与苏共党员不但要交纳团费党费，还要完成制定的任务与“社会工作”（общественная работа）。
1918年，苏共约有200,000名党员。1923-25年，苏共发起了一场从劳动阶级和农村地区大规模招收新党员运动（“列宁征募”），意图在于使党“无产阶级化”；1925年，苏联1.47亿人中，党员增至1,025,000名。1920年代后期，斯大林也尝试以人数上超过老布尔什维克以减少他们的影响力来稳固自己的地位。1927年，党员人数为1,200,000人；在第一个五年计划结束时的1933年，苏共党员人数达到了350万。但经过大清洗之后，党员人数降至1939年的190万。
1989年，苏联共产党党员人数为1,900万，大约占苏联全国成年人口的10%。超过44%的党员成分为产业工人，12%为集体农庄庄员。苏共在苏联15个加盟共和国中的14个设有地方党组织。但在俄罗斯苏维埃联邦社会主义共和国直到1990年之前没有独立的党组织，党务由苏共中央直接负责。
俄罗斯总统普京在2013年6月13日访问莫斯科的犹太博物馆和宽容中心时表示，第一届苏联政府其组成是80%-85%的犹太人。

## 历史
蘇聯共產黨的前身可追溯至1912年的俄国社会民主工党布爾什維克派。大致上可以分為下列階段；最初的布爾什維克黨生存在秘密活動以及流亡的歲月中，在俄國十月革命的時候，武力解散俄國立憲會議並結合其他政黨的力量成為執政黨並進而建立蘇聯，30年代蘇聯共產黨在斯大林的領導之下展開大清洗，在漫長的冷戰期間歷經了赫鲁晓夫和勃列日涅夫時期，最後戈尔巴乔夫執政的時期開始改革，卻也在1991年導致蘇聯瓦解。

## 加盟共和国分支
| 加盟共和国                        | 共产党                                  | 末任第一书记              |
| --------------------------------- | --------------------------------------- | ------------------------- |
| 俄罗斯苏维埃联邦社会主义共和国    | 俄罗斯苏维埃联邦社会主义共和国共产党    | 瓦连京·库普佐夫           |
| 爱沙尼亚苏维埃社会主义共和国      | 爱沙尼亚共产党                          | 瓦伊诺·韦利亚斯           |
| 爱沙尼亚苏维埃社会主义共和国      | 爱沙尼亚共产党（苏共）                  | 连比特·安努斯             |
| 拉脫維亞蘇維埃社會主義共和國      | 拉脱维亚共产党                          | 鲍里斯·普戈               |
| 立陶宛蘇維埃社會主義共和國        | 立陶宛共产党                            | 阿尔吉尔达斯·布拉藻斯卡斯 |
| 立陶宛蘇維埃社會主義共和國        | 立陶宛共产党（基于苏共纲领）            | 米科拉斯·布罗基亚维丘斯   |
| 白俄罗斯苏维埃社会主义共和国      | 白俄罗斯共产党                          | 阿纳托利·马洛费耶夫       |
| 乌克兰苏维埃社会主义共和国        | 乌克兰共产党                            | 斯坦尼斯拉夫·古连科       |
| 摩爾達維亞蘇維埃社會主義共和國    | 摩尔达维亚共产党                        | 格里戈里·叶列梅           |
|                                   | 格鲁吉亚共产党                          | 吉维·贡巴里泽             |
| 亞塞拜然蘇維埃社會主義共和國      | 阿塞拜疆共产党                          | 阿亚兹·穆塔利博夫         |
| 亚美尼亚苏维埃社会主义共和国      | 亚美尼亚共产党                          | 斯捷潘·波戈相             |
| 哈薩克蘇維埃社會主義共和國        | 哈萨克斯坦共产党                        | 努尔苏丹·纳扎尔巴耶夫     |
| 吉爾吉斯蘇維埃社會主義共和國      | 吉尔吉斯斯坦共产党                      | 朱姆加尔别克·阿曼巴耶夫   |
| 塔吉克蘇維埃社會主義共和國        | 塔吉克斯坦共产党                        | 卡哈尔·马赫卡莫夫         |
| 烏茲別克蘇維埃社會主義共和國      | 乌兹别克斯坦共产党                      | 伊斯蘭·卡里莫夫           |
| 土库曼苏维埃社会主义共和国        | 土库曼斯坦共产党                        | 薩帕爾穆拉特·尼亞佐夫     |
| 卡累利阿-芬蘭蘇維埃社會主義共和國 | 卡累利阿-芬兰苏维埃社会主义共和国共产党 | 奥托·库西宁               |

## 后继政党
| 國家     | 後繼政黨                 |
| -------- | ------------------------ |
| 俄羅斯   | 俄羅斯聯邦共產黨         |
| 俄羅斯   | 蘇聯共产党 (1992年)      |
| 爱沙尼亚 | 愛沙尼亞民主勞動黨       |
| 爱沙尼亚 | 爱沙尼亚共产党 (1990年)  |
| 拉脫維亞 | 拉脫維亞社會黨           |
| 立陶宛   | 立陶宛民主勞動黨         |
| 白俄羅斯 | 白俄羅斯共產黨人黨       |
| 白俄羅斯 | 白俄羅斯共產黨           |
| 乌克兰   | 乌克兰社会党             |
| 乌克兰   | 乌克兰共产党             |
| 乌克兰   | 乌克兰民主复兴党         |
| 摩尔多瓦 | 摩尔多瓦农业党           |
| 摩尔多瓦 | 摩爾多瓦共和國共產黨人黨 |
|          | 阿塞拜疆共产党           |
|          | 格鲁吉亚共产党           |
| 亞美尼亞 | 亚美尼亚民主党           |
| 亞美尼亞 | 亚美尼亚共产党           |
|          | 哈薩克斯坦共產黨         |
|          | 吉爾吉斯斯坦共產黨人黨   |
|          | 塔吉克斯坦共產黨         |
|          | 烏茲別克斯坦人民民主黨   |
|          | 土庫曼斯坦民主黨         |

## 颂歌
1938年—1952年的《布尔什维克党颂歌》的旋律跟1944年後的《蘇聯國歌》旋律幾乎一樣，都是由亚历山大·瓦西里耶维奇·亚历山德罗夫作曲，填詞則由瓦西里·列别捷夫-库马奇負責。1952年後，蘇聯共產黨使用《國際歌》作為正式颂歌。